# Niccolò del Giudice

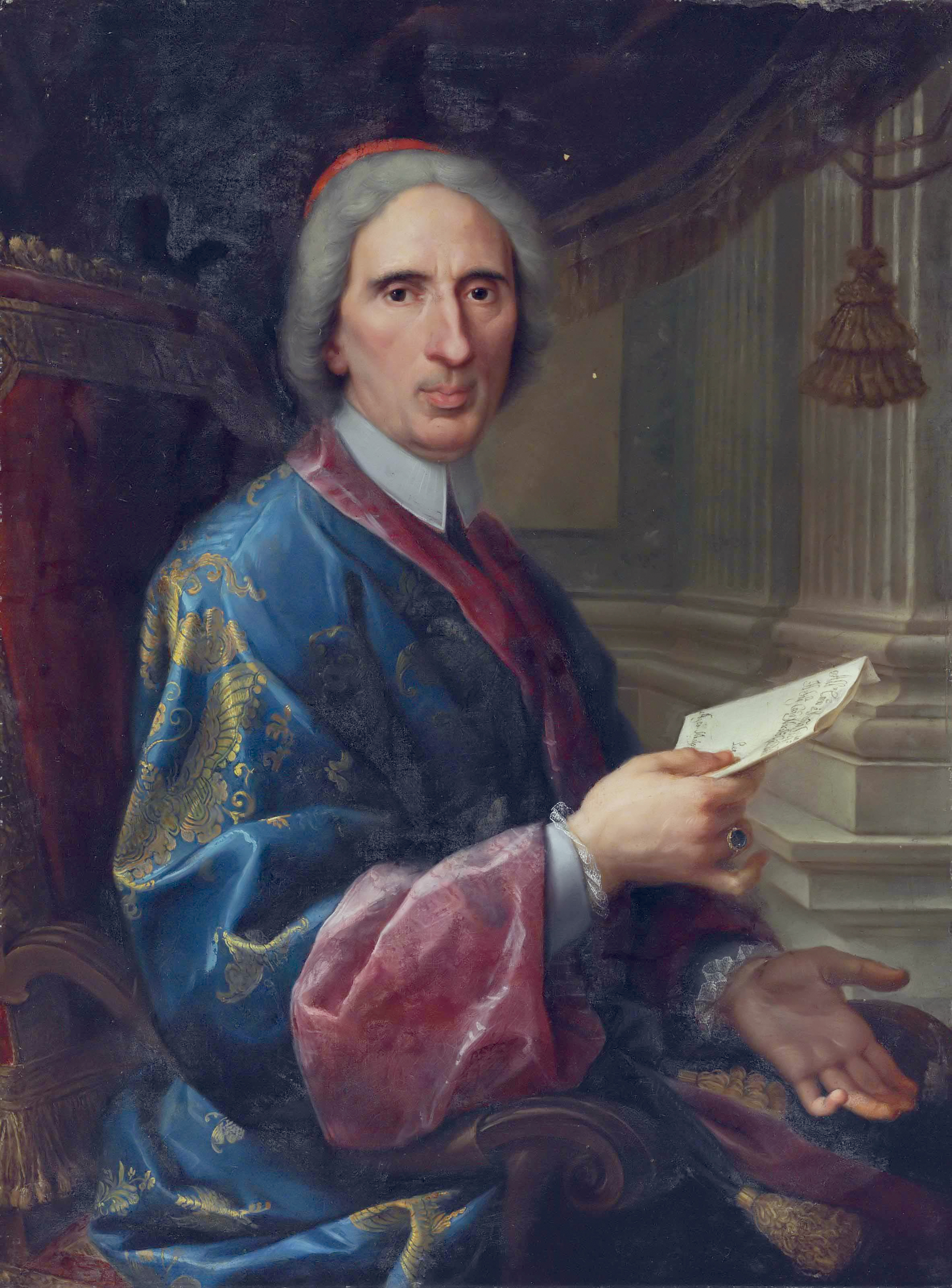
Cardinal Niccolò del Giudice (1660–1743) (Agostino Masucci)

Niccolò del Giudice (* 16. Juni 1660 in Neapel; † 30. Januar 1743 in Rom) war ein italienischer Kardinal der Römischen Kirche.

## Leben
Er wurde als das zweite von zehn Kindern des Domenico del Giudice, Fürst von Cellamare, Vizekönig von Aragón, Grande von Spanien, und dessen Ehefrau Costanza Pappacoda aus dem Geschlecht der Fürsten von Triggiano geboren. Sein Onkel väterlicherseits war Kardinal Francesco del Giudice, sein Cousin Niccolò Caracciolo wurde 1715 Kardinal.
Niccolò del Giudice studierte in Rom am Seminario Romano sowie an der Universität La Sapienza. Dort erwarb er einen doctor utriusque iuris. Danach durchlief er nach einem Ruf seines Onkels verschiedene Positionen in der römischen Kurie.
Im Konsistorium vom 11. Juni 1725 wurde Niccolò del Giudice von Papst Benedikt XIII. zum Kardinalat erhoben, unter Dispens von dem Hinderungsgrund, dass sein Onkel und sein Cousin bereits Kardinäle waren. Am 23. Juli 1725 erhielt er als Kardinaldiakon die neu errichtete Titeldiakonie Santa Maria ad Martyres, diese Kirche – das antike Pantheon – ist auch als La Rotonda bekannt. Als Kardinal nahm Niccolò del Giudice an den Konklaven von 1730 und 1740 teil.
Niccolò del Giudice starb am 30. Januar 1743 gegen sieben Uhr abends in Rom. Sein Leichnam wurde in der Kirche San Ignazio in Rom aufgebahrt, wo am 1. Februar 1743 die Trauerfeier der Capella papalis stattfand. Er wurde vorläufig in der Kirche Santa Maria in Traspontina in Rom bestattet, später wurden die Gebeine in seine Geburtsstadt Neapel überführt und dort gemäß seinem Testament in der Kirche del Carmine beigesetzt.